# Kerry Kittles
Kerry Kittles (né le 12 juin 1974 à Dayton) est un ancien joueur américain de basket-ball.
Formé à l'université Villanova il a été choisi par les Nets du New Jersey en 8e position lors de la Draft 1996. Il a disputé ses derniers matchs avec les Clippers de Los Angeles en National Basketball Association lors de la saison NBA 2004-05. Il a déménagé à La Nouvelle-Orléans et s'occupe maintenant du lycée St. Augustine.